# Salloum Kaysar
Salloum Kaysar ist ein ehemaliger libanesischer Radrennfahrer.

## Sportliche Laufbahn
Kaysar war im Straßenradsport aktiv und Teilnehmer der Olympischen Sommerspiele 1980 in Moskau. Das olympische Straßenrennen beendete er nicht.